# Скальбмеж
Ска́льбмеж (пол. Skalbmierz) — місто в південній Польщі, на річці Нідзиця.
Належить до Казімерського повіту Свентокшиського воєводства.

## Демографія
Демографічна структура станом на 31 березня 2011 року:
|          | Загалом | Допрацездатний вік | Працездатний вік | Постпрацездатний вік |
| -------- | ------- | ------------------ | ---------------- | -------------------- |
| Чоловіки | 666     | 127                | 464              | 75                   |
| Жінки    | 695     | 117                | 408              | 170                  |
| Разом    | 1361    | 244                | 872              | 245                  |